# رالف کونیگ
رالف کونیگ (به آلمانی: Ralf König) از شناخته شده‌ترین و موفق‌ترین نویسندگان کتاب‌های کمیک در کشور آلمان است. کتاب‌های وی به زبان‌های بسیاری ترجمه شده‌اند.وی همجنسگرا است.